# Articolo 36 della Costituzione italiana
La durata massima della giornata lavorativa è stabilita dalla legge.

Il lavoratore ha diritto al riposo settimanale e a ferie annuali retribuite, e non può rinunziarvi.»
(Costituzione della Repubblica Italiana, articolo 36)
L'articolo 36 della Costituzione italiana riguarda il diritto al giusto salario (art. 36, com. 1), la durata massima della giornata lavorativa (art. 36, com. 2), il diritto/dovere al riposo settimanale (art. 36, com. 3).

## Giurisprudenza
La prevalente giurisprudenza italiana è concorde nel concretizzare il diritto di cui all'art. 36 della Costituzione, in sede giudiziale, nell'applicazione del contratto collettivo anche al lavoratore non iscritto al sindacato. Pertanto, tale accordo sindacale viene ad avere, di fatto, portata erga omnes, laddove non esistano altri tipi di accordi o pattuizioni che assicurino al lavoratore un trattamento migliore rispetto allo strumento della contrattazione collettiva.
Tale orientamento giurisprudenziale, pur essendo maggioritario, non è da considerarsi univoco. Parte minoritaria della giurisprudenza, infatti, ha fatto ricorso ad altri parametri per determinare la giusta retribuzione, quali, ad esempio, l'ammontare delle retribuzioni medie nella zona.